# Gladysvale
Gladysvale è una grotta e un sito archeologico dove sono stati ritrovati fossili di ominidi, che si trova a circa 13 km a nordest dei famosi siti sudafricani di fossili ominidi di Sterkfontein e Swartkrans, e circa 45 km a nord-nordovest di Johannesburg, Sudafrica, e fa parte dell'area patrimonio dell'umanità nota come Culla dell'umanità.

## Storia

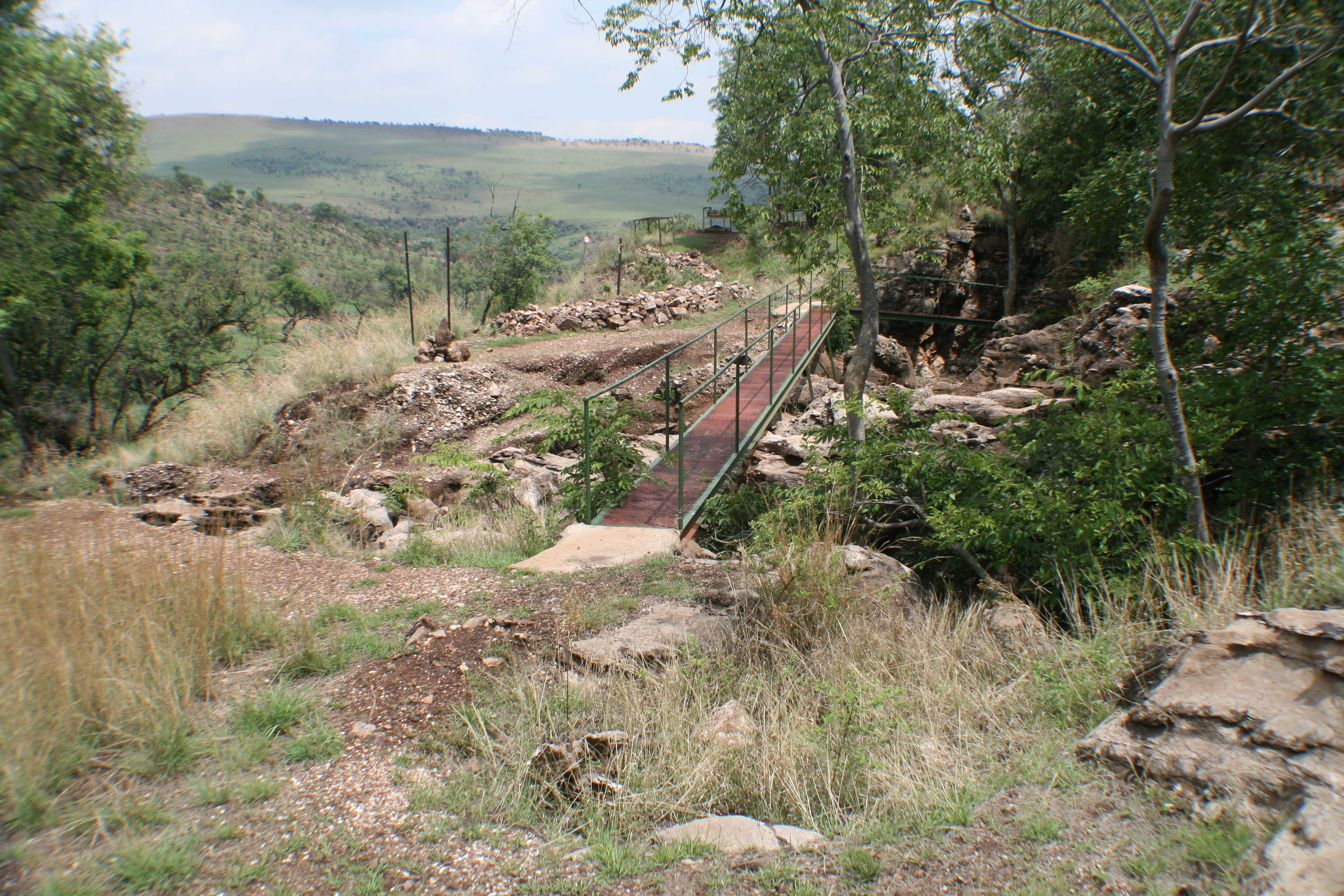
Depositi esterni di Gladysvale e passeggiata dei turisti

Gladysvale è la prima grotta che Robert Broom visitò a Transvaal a metà degli anni trenta, durante la sua ricerca di una grotta con resti di ominidi più vicina a Johannesburg rispetto a Taung. Egli visitò Gladysvale dopo che un cacciatore di farfalle del museo di Transvaal parlò di una "mandibola umana" nel muro della grotta. Quando Broom giunse alla grotta la mandibola era scomparsa. Sterkfontein attirò ben presto Broom lontano dal sito. Nel 1946 Phillip Tobias guidò una spedizione di studenti al sito, dove fu recuperato un ottimo fossile di babbuino. Nel 1948 Frank Peabody, della spedizione statunitense del Camp-Peabody, passò molte settimane a Gladysvale senza però riuscire a trovare alcun resto di ominide. Il sito fu dimenticato dagli scienziati finché non fu riaperto da Lee Berger e Andre Keyser nel 1991.  Dopo poche settimane di lavoro furono scoperti i primi resti di ominide, due denti di australopithecus africanus.  Questa scoperta rese Gladysvale il primo nuovo sito di ominidi scoperto in Sudafrica dopo il 1948 (quando Robert Broom scoprì Swartkrans).
Dopo la scoperta di questi denti, altri 250 000 fossili sono stati recuperati da Gladysvale durante gli scavi condotti da squadre dell'università del Witwatersrand, dell'università di Zurigo e dell'università Duke.

## Fossili recuperati

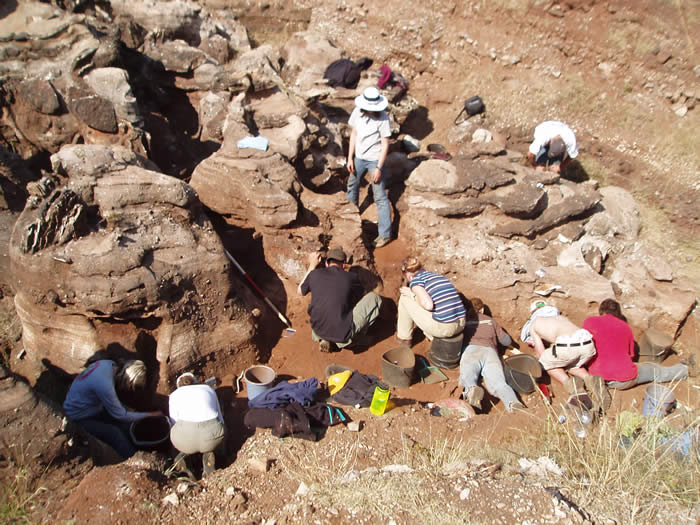
Studenti di un campo scuola all'opera nel deposito esterno di Gladysvale

Molte migliaia di fossili sono stati trovati a Gladysvale, tra cui rari resti di ominidi. Dai depositi esterni sono emerse circa 250 000 ossa dal 1992. Ci sono ancora molti milioni di ossa nascoste nella grotta. Tra i fossili recuperati vi sono antilopi, zebre giganti, vari carnivori tra cui lupi e scimmie estinti, ed ominidi di australopithecus africanus e dei primi homo.
Sono stati trovati anche arnesi, tra cui un'incredibile ascia acheuleana, trovata tra sedimenti datati ad un milione di anni fa.

### Geologia

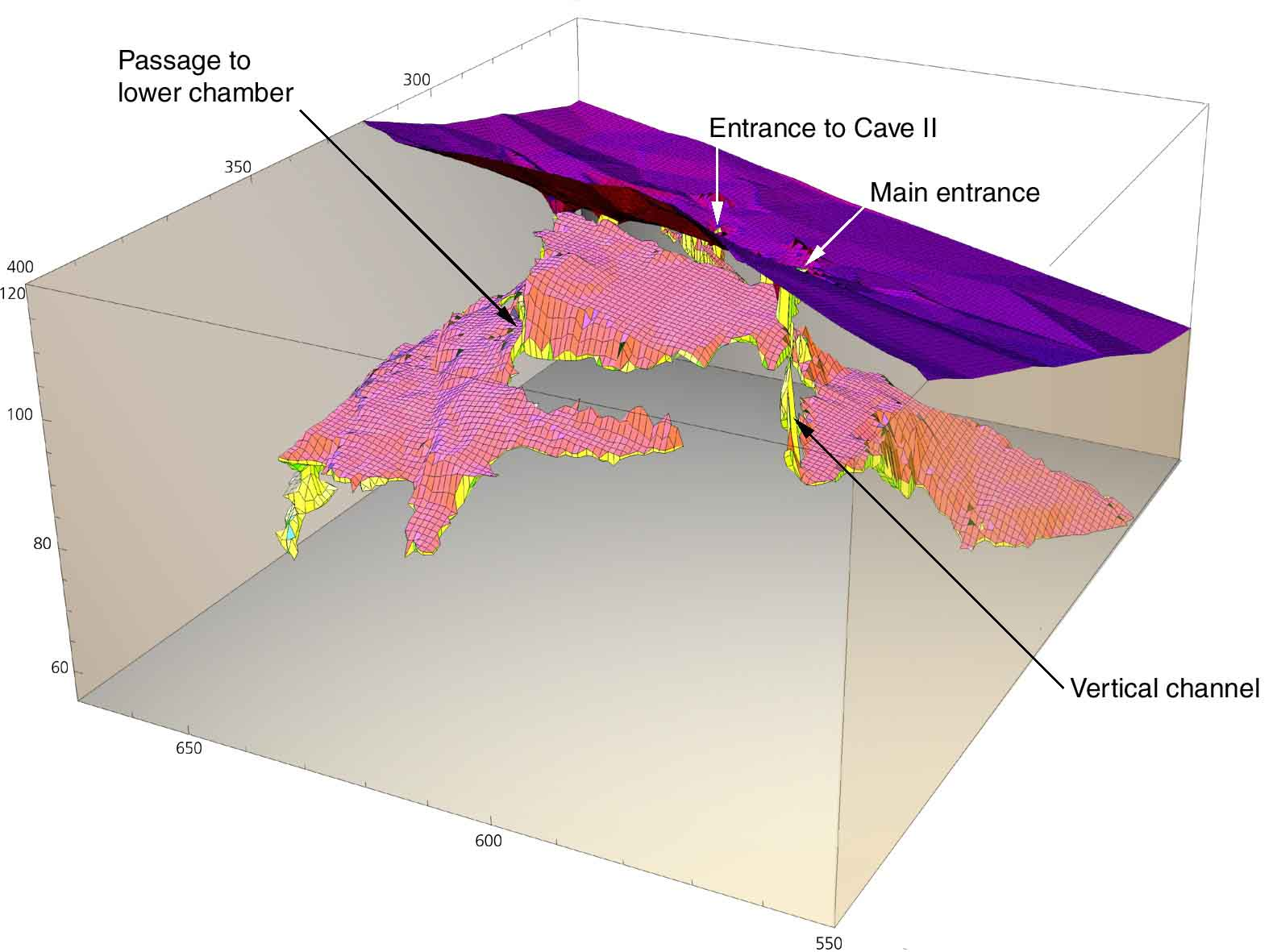
Ricostruzione tridimensionale delle tre principali grotte di Gladysvale

Gladysvale è divenuta famosa per la sua eccezionale stratigrafia orizzontale, ed è stato il luogo in cui sono state testate numerose delle tecniche di datazione. Il sito è diviso in tre sistemi di grotte sotterranee, con la superiore che contiene di depositi interno ed esterno (mostrati nell'immagine in 3-D). Gladysvale è uno dei primi siti africani ad essere stati mappati digitalmente in 3-D da Peter Schmid e dagli studenti dell'università di Zurigo.

#### Datazione dei reperti
I reperti di Gladysvale sono stati datati tramite l'utilizzo di una combinazione di biostratigrafia, paleomagnetismo (Andy Herries, La Trobe University, Australia), risonanza elettronica avvitata (Darren Curnoe, UNSW, Australia) e datazione all'uranio (Robyn Pickering, U. Melbourne, Australia). Si pensa che i depositi più recenti risalgano a circa 54 000 anni fa, mentre i più antichi che sono probabilmente la fonte dei fossili di au. africanus risalgono a circa 2,4 2,0 milioni di anni fa. I depositi esterni di Gladysvale contengono i resti di molti animali, datati tra i 780 000 ed i 530 000 anni fa. Dei depositi interni fu ritrovata anche un'ascia acheuliana più antica di 780 000 anni.

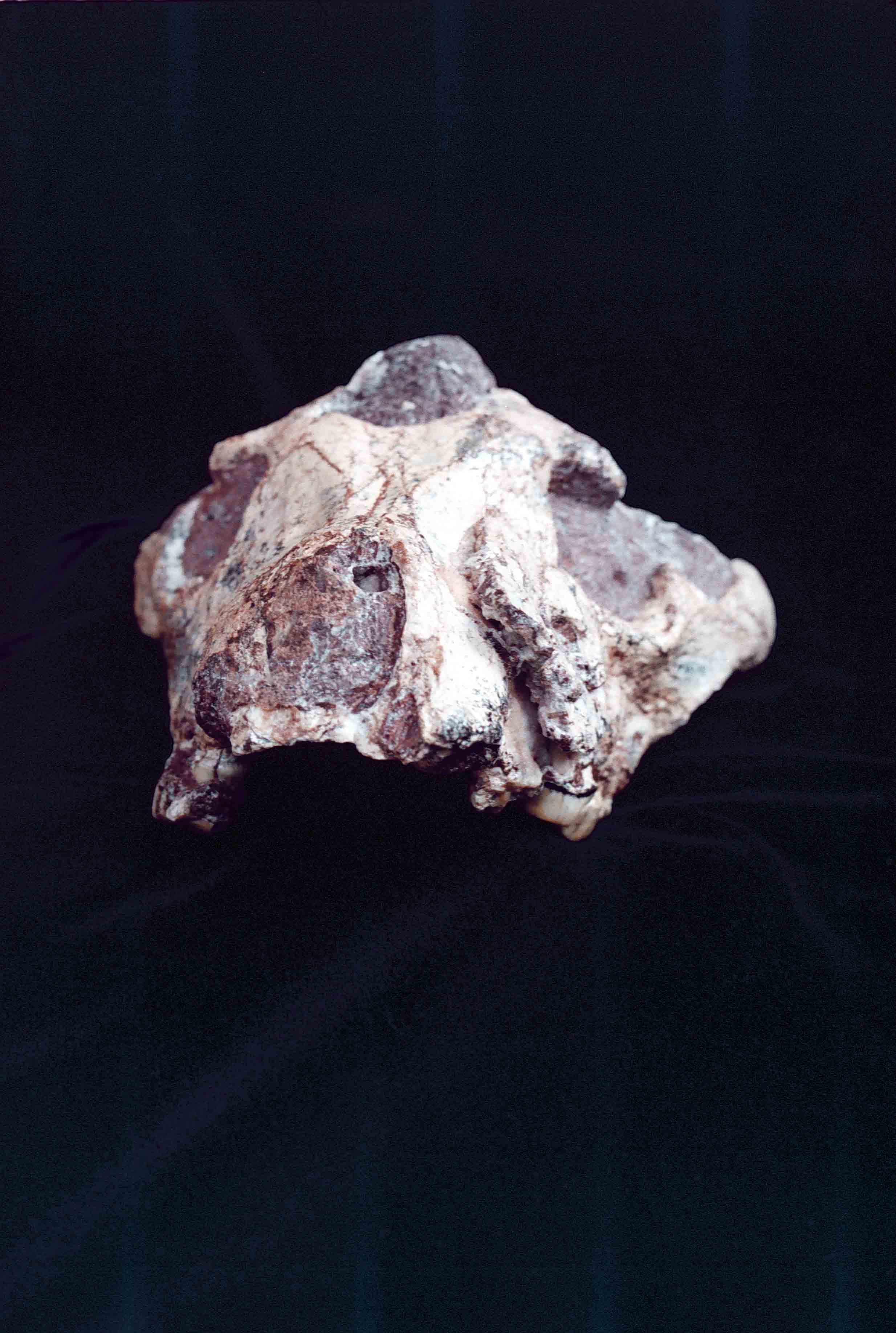
Cranio di iena gigante, risalente a 1,6 milioni di anni fa, ritrovato nei depositi interni di Gladysvale